# Despeinada
Despeinada è un singolo del rapper portoricano Ozuna, pubblicato il 3 settembre 2020 in collaborazione con il cantante colombiano Camilo.

## Tracce
1. Despeinada – 3:10